# Înclinare axială

Pentru a înțelege termenul de înclinare axială, se va folosi regula mâinii drepte. Atunci când cele patru degete neopozabile sunt răsucite în jurul direcției de rotație a obiectului cosmic, degetul mare indică nordul polului geografic.

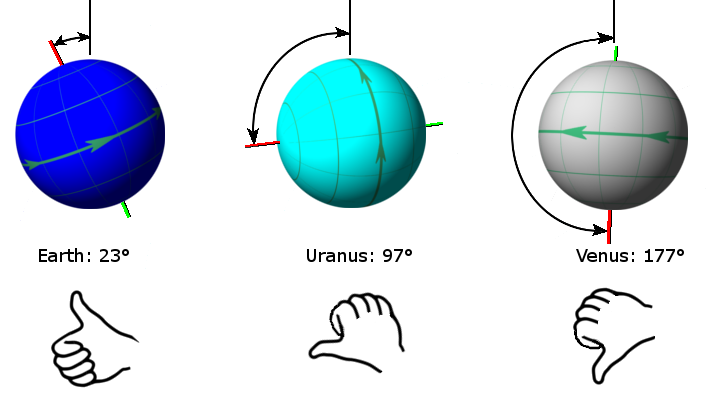
Înclinarea axială a trei planete din Sistemul Solar, Pământ, Uranus și Venus. În desen, linia verticală neagră este perpendiculară pe planul orbital al fiecărei planete. Unghiul dintre această linie și nordul geografic (în roșu) este înclinarea axială. Săgețile verzi indică direcția rotațională a fiecarei planete.

Înclinarea axială, este un termen astronomic (cunoscut astronomilor și ca oblicitate), care desemnează unghiul dintre axa de rotație a unui obiect și axa sa orbitală sau, absolut echivalent, unghiul dintre planul ecuatorial al unui obiect cosmic și planul său orbital. 
Înclinarea axială este un concept diferit de înclinarea orbitală.

## Alte articole
- Ciclurile lui Milankovici
- Mișcare polară
- Precesie axială